# 卡梅隆·麥基恩
卡梅隆·麥基恩（英語：Cameron McGeehan；1995年4月6日—）是一位在英格蘭出生的北愛爾蘭裔足球運動員，場上司职中場，現效力於比利時甲組聯賽A球隊奧斯坦德，北愛爾蘭足球代表隊成員。

## 外部連結
- 足球数据库：卡梅隆·麥基恩的球员统计数据
- Soccerway資料庫：卡梅隆·麥基恩